# Janar Duğalova
Janar Dugalova (în kazahă Жанар Дұғалова, în rusă Жанар Дугалова; n. 17 ianuarie 1987, Qyzylorda, Kazahstan) este o cântăreață kazahă, care a câștigat Concursul Muzical Türkvizyon 2014 cu piesa „Izin korem”. Ea este, de asemenea, o fostă membră a grupului kazah de pop KeshYou. Începând cu luna august 2014 s-a despărțit de formație, alegând să-și continue cariera solo.

## Cariera solo
După ce s-a bucurat de popularitate timp de mulți ani cu KeshYou, Janar a părăsit trupa și și-a început cariera solo. A început să lanseze mai multe melodii solo, de asemenea, în colaborare cu producătorul ei Bayan Esentayeva. Popularitatea ei a început să crească chiar mai mult cu aceste melodii, dar recunoașterea în Kazahstan și Turcia a venit odată cu o victorie în cea de-a doua finala națională pentru Turkvision Song Contest cu piesa „Izin Körem”. În cadrul festivalului, care a avut loc în Kazan, Rusia a reușit să se califice, reușind să-l și câștige.
Acest lucru i-a sporit notorietatea la nivel național, astfel că Janar a lansat și mai multe melodii și a luat parte la numeroase evenimente naționale. În 2015, cântăreața l-a întâlnit pe Nursultan Nazarbaiev, președintele Kazahstanului, care a invitat-o la o convenție de femei kazahe, printre care au luat parte și alte personalități cum ar fi voleibalista Sabina Altynbekova.

## Single-uri

### Cu KeshYou
- Asıqpa (2013)
- Qazaq qızdarı (2013)
- Tuwğan ier (2013)
- Rıyzamın (2013)
- Maxabbat (2014)

### Solo
- Tañdanba (2011)
- Süyemin deși (2012)
- Sen yemes (2012)
- Kim üșin (2013)
- Bir suraq (2013)
- Uwayımdama (2013)
- Izin körem (2014)
- Sen meni tüsinbedin, cu Kairat Nurtas (2014)
- Maricela Bersin, cu Ninenty One și Gakku Äuenderi 2016 (kazahă Gakku Әуендері)[4]
- Ala ketpedin (2017)